# La Haye-du-Puits
La Haye-du-Puits és un municipi francès situat al departament de la Manche i a la regió de Normandia. L'any 2007 tenia 1.741 habitants.

## Demografia

### Població
El 2007 la població de fet de La Haye-du-Puits era de 1.741 persones. Hi havia 872 famílies de les quals 430 eren unipersonals (136 homes vivint sols i 294 dones vivint soles), 232 parelles sense fills, 136 parelles amb fills i 74 famílies monoparentals amb fills.
La població ha evolucionat segons el següent gràfic:
Habitants censats

### Habitatges
El 2007 hi havia 1.029 habitatges, 894 eren l'habitatge principal de la família, 38 eren segones residències i 97 estaven desocupats. 727 eren cases i 295 eren apartaments. Dels 894 habitatges principals, 367 estaven ocupats pels seus propietaris, 511 estaven llogats i ocupats pels llogaters i 17 estaven cedits a títol gratuït; 56 tenien una cambra, 110 en tenien dues, 193 en tenien tres, 248 en tenien quatre i 287 en tenien cinc o més. 501 habitatges disposaven pel capbaix d'una plaça de pàrquing. A 488 habitatges hi havia un automòbil i a 175 n'hi havia dos o més.

### Piràmide de població
La piràmide de població per edats i sexe el 2009 era:
| Homes | Edats   | Dones |
| ----- | ------- | ----- |
| 0     | 95 o +  | 0     |
| 0     | 90 a 94 | 16    |
| 12    | 85 a 89 | 20    |
| 12    | 80 a 84 | 28    |
| 16    | 75 a 79 | 72    |
| 64    | 70 a 74 | 88    |
| 44    | 65 a 69 | 84    |
| 48    | 60 a 64 | 52    |
| 36    | 55 a 59 | 16    |
| 48    | 50 a 54 | 52    |
| 64    | 45 a 49 | 24    |
| 60    | 40 a 44 | 92    |
| 48    | 35 a 39 | 52    |
| 68    | 30 a 34 | 52    |
| 36    | 25 a 29 | 84    |
| 56    | 20 a 24 | 48    |
| 92    | 15 a 19 | 80    |
| 44    | 10 a 14 | 88    |
| 56    | 5 a 9   | 52    |
| 48    | 0 a 4   | 44    |

## Economia
El 2007 la població en edat de treballar era de 974 persones, 632 eren actives i 342 eren inactives. De les 632 persones actives 531 estaven ocupades (291 homes i 240 dones) i 102 estaven aturades (48 homes i 54 dones). De les 342 persones inactives 114 estaven jubilades, 78 estaven estudiant i 150 estaven classificades com a «altres inactius».

### Ingressos
El 2009 a La Haye-du-Puits hi havia 809 unitats fiscals que integraven 1.601 persones, la mediana anual d'ingressos fiscals per persona era de 13.675 €.

### Activitats econòmiques
Dels 196 establiments que hi havia el 2007, 5 eren d'empreses extractives, 7 d'empreses alimentàries, 6 d'empreses de fabricació d'altres productes industrials, 15 d'empreses de construcció, 62 d'empreses de comerç i reparació d'automòbils, 5 d'empreses de transport, 13 d'empreses d'hostatgeria i restauració, 4 d'empreses d'informació i comunicació, 11 d'empreses financeres, 13 d'empreses immobiliàries, 20 d'empreses de serveis, 21 d'entitats de l'administració pública i 14 d'empreses classificades com a «altres activitats de serveis».
Dels 49 establiments de servei als particulars que hi havia el 2009, 1 era una oficina d'administració d'Hisenda pública, 1 gendarmeria, 1 oficina de correu, 7 oficines bancàries, 2 funeràries, 1 taller de reparació d'automòbils i de material agrícola, 2 tallers d'inspecció tècnica de vehicles, 1 autoescola, 1 paleta, 3 guixaires pintors, 5 fusteries, 1 lampisteria, 2 electricistes, 6 perruqueries, 2 veterinaris, 7 restaurants, 3 agències immobiliàries, 2 tintoreries i 1 saló de bellesa.
Dels 38 establiments comercials que hi havia el 2009, 2 eren supermercats, 4 fleques, 5 carnisseries, 1 una carnisseria, 2 llibreries, 10 botigues de roba, 1 una botiga de roba, 4 sabateries, 1 una sabateria, 1 una botiga de mobles, 1 una botiga de material de revestiment de parets i terra, 1 un drogueria, 2 joieries i 3 floristeries.
L'any 2000 a La Haye-du-Puits hi havia 13 explotacions agrícoles que ocupaven un total de 340 hectàrees.

## Equipaments sanitaris i escolars
El 2009 hi havia 1 psiquiàtric i 2 farmàcies.
El 2009 hi havia 1 escola maternal i 2 escoles elementals. La Haye-du-Puits disposava d'un col·legi d'educació secundària amb 336 alumnes.

## Poblacions més properes
El següent diagrama mostra les poblacions més properes.